# Gedintailor
Gedintailor (Schots-Gaelisch: Gead an t-Sailleir) is een dorp ongeveer 5 kilometer ten zuiden van Camastianavaig en ten noorden van Peinachorran op het eiland Skye in de Schotse lieutenancy Ross and Cromarty in het raadsgebied Highland.